# Huis te Poort

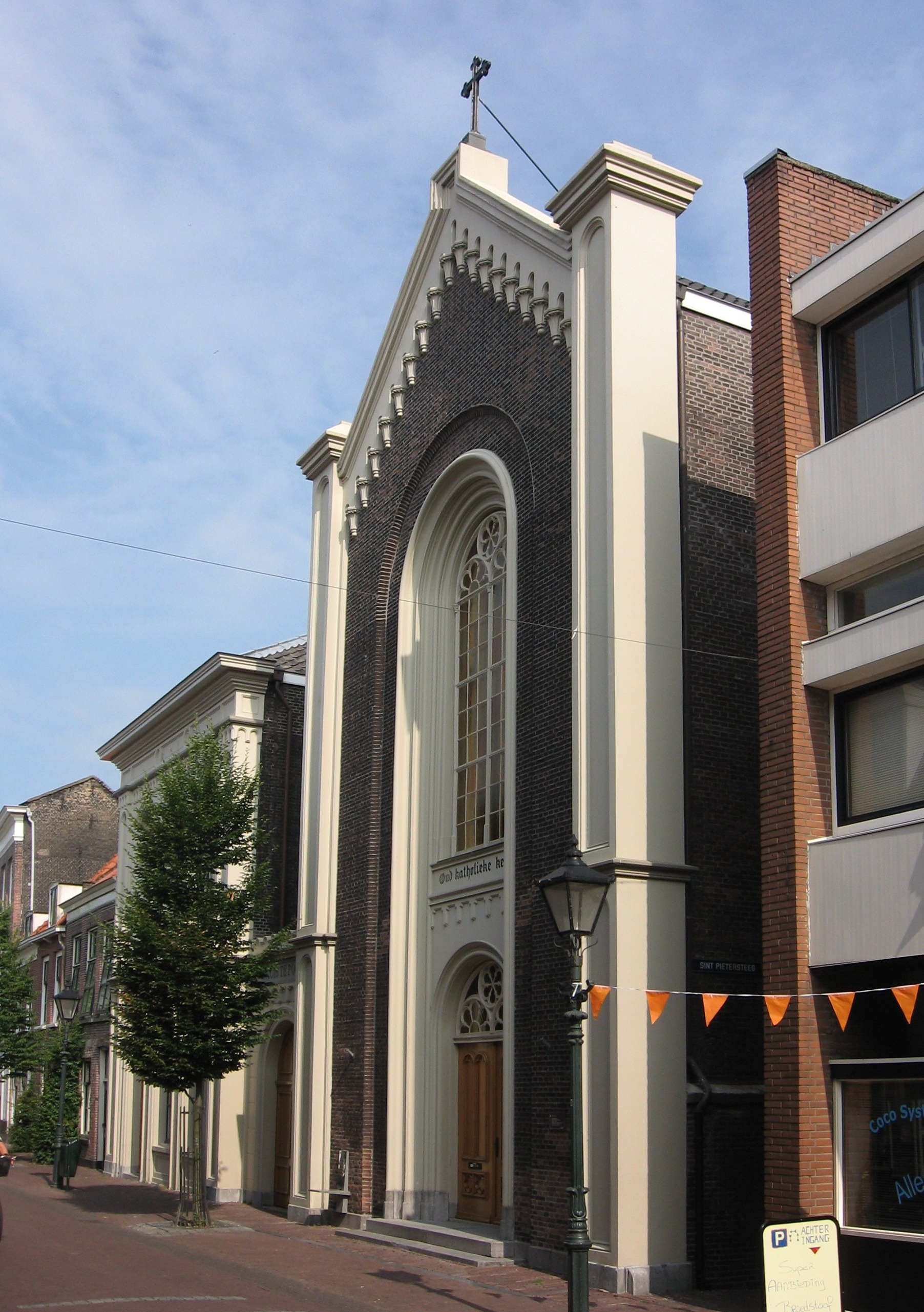
Saalkirche ’t Huis te Poort

Das Huis te Poort (niederländisch ’t Huis te Poort) ist ein unter Denkmalschutz stehendes Gebäudeensemble in Schiedam. Es besteht aus einer Saalkirche und einem Pfarrhaus der Altkatholischen Kirche der Niederlande. Die Kirche trägt das Patrozinium Johannes des Täufers sowie, seit einer Zusammenlegung mehrerer Pfarreien im Jahr 1990, die Patrozinien von Maria Magdalena und Laurentius.

## Geschichte
Die älteste Erwähnung findet sich in einer Urkunde von 1461, in der es heißt, dass ein Symon Arentsz[on] ein großes Anwesen mit zwei Toren (niederländisch poort) erwarb. Dieses Haus befand sich an der Stelle Op de Dam, an der im 19. Jahrhundert das Gebäudeensemble errichtet wurde.
Nachdem 1572 in Schiedam die Reformation eingeführt worden war und katholische Gottesdienste nur noch unter strengen Auflagen erlaubt waren, überließ Annetgen Ariensdochter van Smalevelt (gest. 1623), Witwe des Bürgermeisters von Schiedam Pieter van der Burch, ihr Wohnhaus – eben dieses Huis te Poort – den Katholiken zu gottesdienstlichen Zwecken als schuilkerk. Mit der Trennung des Erzbistums Utrecht von Rom 1723 fiel dieses Haus an die nun Altkatholiken genannte Glaubensgemeinschaft.

## Baubeschreibung
Die 1862 erbaute klassizistische Saalkirche ist in grauem Ziegelmauerwerk im Kreuzverband ausgeführt. Die Straßenfassade zeigt den für niederländische Bauten typischen Ziergiebel (tuitgevel) mit verputzten Ecklisenen, deren oberen Abschluss ein profilierter Rundbogen bildet.
Die Kirche wurde am 16. Juli 1862 vom seinerzeitigen Pfarrer und späteren Erzbischof von Utrecht Johannes Heykamp geweiht.
Kirche und Pfarrhaus sind als Ensemble mit der Nummer 525381 im Verzeichnis der Rijksmonumenten aufgeführt, die Kirche als Einzeldenkmal mit der Nummer 525382.
Im Jahr 2007 wurde das Ensemble restauriert. Seitdem dient es neben dem Gottesdienst als Kulturzentrum, in dem vor allem Konzerte Alter Musik stattfinden.